# SL会津只見号
SL会津只見号（SLあいづただみごう）とは、東日本旅客鉄道（JR東日本）が只見線会津若松駅 - 只見駅間で運行していた、蒸気機関車 (SL) 牽引による臨時快速列車である。
2017年（平成29年）5月以降は全く設定がなく、牽引機であるC11 325も東武鉄道に譲渡されたため、事実上廃止となっている。

## 運行概況
年間を通して主に新緑シーズンの5月と初夏の7月、そして紅葉シーズンの10月下旬から11月上旬の計3回運行されることが多かった。ただし、2010年（平成22年）以降は夏シーズンの運行がなくなっていた。1日1往復の運行であった。なお、2007年（平成19年）以降は、春季運行時には「SL会津只見新緑号」として、夏季運行時には「SL会津只見号」として、秋季運行時「SL会津只見紅葉号」として設定された。
2011年（平成23年）7月に発生した新潟・福島豪雨の影響で現在も会津川口 - 只見間が不通となっている関係で、2012年（平成24年）秋は運行区間を会津若松 - 会津川口間に短縮し、列車名を「SL只見線奥会津号」と変えての運行となっていた。

### 停車駅
会津若松駅 - 七日町駅 - 西若松駅 - 会津坂下駅 - 会津柳津駅 - 会津宮下駅 - 会津川口駅 - 只見駅
- 過去には、会津本郷駅、会津高田駅、新鶴駅にも停車していた。

### 担当運輸区
- 機関士・車掌ともに会津若松運輸区担当。

## 使用車両

### 蒸気機関車
- C11 325
  - 真岡鐵道から借り入れたもの。2020年（令和2年）に東武鉄道に譲渡。

### ディーゼル機関車
- DE10形
  - 只見駅構内の転車台が使用できない場合、上り只見発会津若松行き列車の牽引機として会津若松方に連結された[1]。

### 客車
- 旧型客車3両（高崎車両センター所属）
  - 使用開始当初は側面窓下に赤帯が巻かれていたが、現在は全車帯が抹消されている。基本的に使用される客車はトイレが整備されているスハフ42 2173と同車両センターで最も古いスハフ32 2357、中間2号車にオハ47形を連結した編成となる。運行開始当初はオハ47形ではなくオハニ36 11を連結していた。

## 沿革

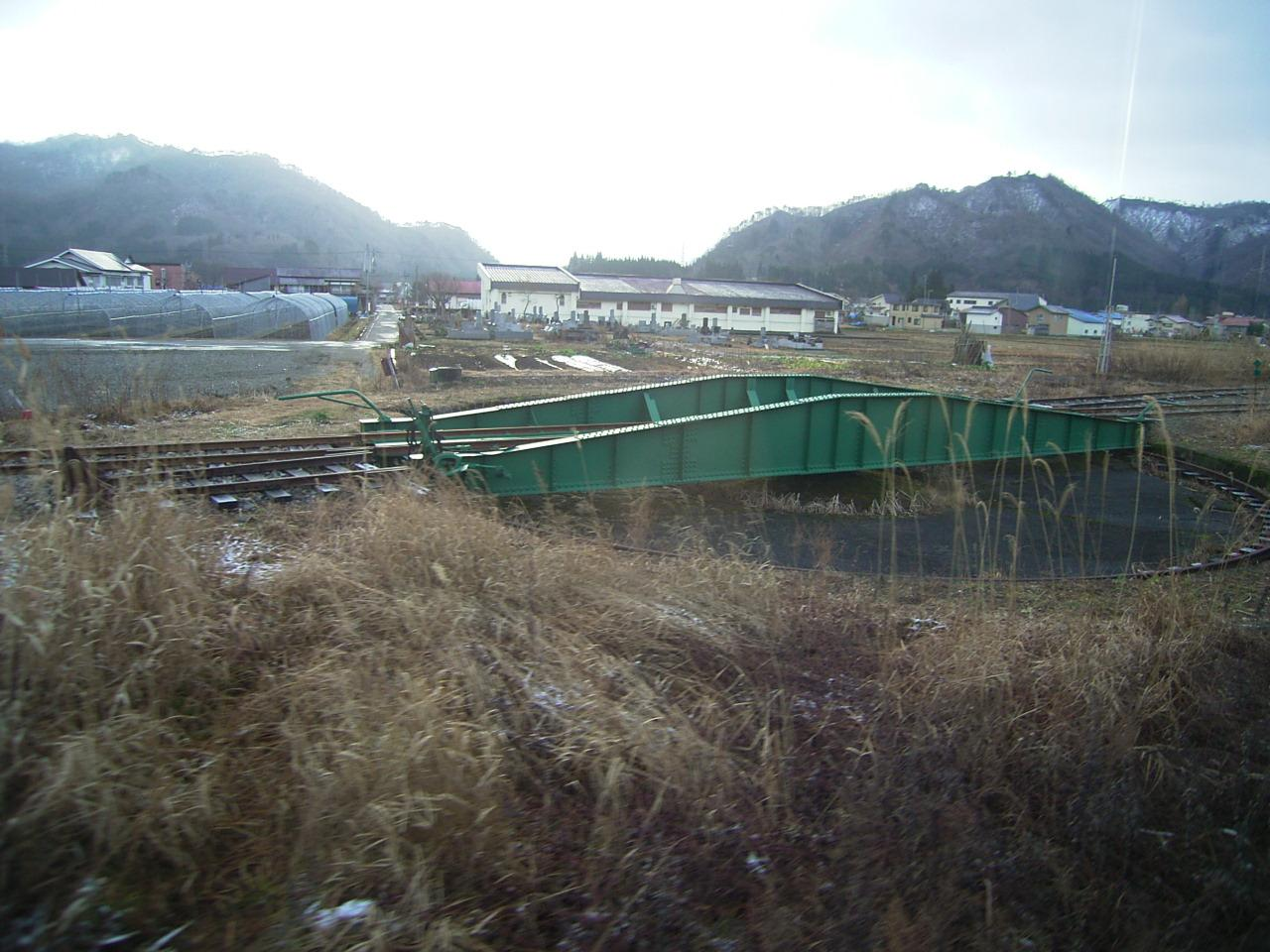
只見駅構内の転車台

- 1999年（平成11年） - 「只見川ライン観光協会[2]」SL運行検討委員会がJR東日本仙台支社にSL復活運転を陳情し、全線開通30周年を迎える只見線の記念イベントとして2001年（平成13年）のSL運行が決定した（2001年〈平成13年〉8月23日にJR東日本仙台支社より正式発表あり）。

- 2001年（平成13年） - 10月6 - 8日に「SL&DL会津只見号」として運行された[3]のが最初である。6・8日は会津若松 - 会津川口間、7日は会津若松 - 只見間で1往復運行された[3]。なお、この時は只見駅構内の転車台が未整備だったため、只見方はC11 325、会津若松方はDE10形に固定され、上り只見発会津若松行き列車の先頭はC11 325ではなかった。
- 2002年（平成14年） - 只見駅構内の転車台が再整備されたことに伴い、10月の運行では会津若松 - 只見間の「SL会津只見号」として、上下列車ともC11 325が先頭に立つこととなった。
- 2004年（平成16年） - 2月7・8日 - 豪雪の中の冬季運行であり、只見駅構内の転車台が積雪で使用できないことなどの理由で、上り列車をDE10形牽引による運行とした。
- 2005年（平成17年）3月 - 只見線崩落脱線事故が発生したため、同月19 - 21日に予定されていた冬季運行[4]が中止となった。
  - 6月 - 旧上井草橋接触事故が発生し会津宮下 - 只見間が不通になったため、同月11・12日の運行では、会津若松 - 会津宮下間の折り返し運転（上り列車はDE10形牽引）となった。
  - 7 - 8月 - 7月1日から9月30日まで行われていたJRの大型観光キャンペーン「会津ディスティネーションキャンペーン」に合わせて追加運転が行われた。
- 2006年（平成18年） - 6月30日の大雨により、翌7月1日に会津坂下 - 只見間が運休したため、7月1・2日の運行が中止となった。
- 2010年（平成22年）10月30・31日 - 会津桐をモチーフにした漆塗りのヘッドマークを取り付けて運行した[5]。
- 2011年（平成23年） - 5月21・22日 - 2001年（平成13年）の運行開始から10周年を迎えたため、「SL会津只見10周年号」として運行された[6]。
- 2012年（平成24年）10月27・28日 - 「SL只見線奥会津号」を会津若松 - 会津川口間で運行。この運行に際して、会津川口駅構内の転車台が再整備されたため、上下列車ともC11 325が先頭に立っての運行となった。ヘッドマークは新たに製作されたものを取り付けた。